# Atletisme als Jocs Olímpics d'Estiu de 1996
Als Jocs Olímpics d'Estiu de 1996 celebrats a la ciutat d'Atlanta (Estats Units d'Amèrica) es disputaren 44 proves atlètiques, 24 en categoria masculina i 20 en categoria femenina. Les proves es disputaren al Centennial Olympic Stadium entre els dies 26 de juliol i 3 d'agost de 1996.
Hi participaren un total de 2.057 atletes, entre ells 1.302 homes i 755 dones, de 190 comitès nacionals diferents.

## Resum de medalles

### Categoria masculina
| Prova                          | Or                                                                                        | Or           | Argent                                                                                                | Argent   | Bronze | Bronze   |
| 100 m Detalls                  | Donovan Bailey                                                                            | 9.84 (RM)    | Frankie Fredericks                                                                                    | 9.89     | Ato Boldon                                                                                                 | 9.90     |
| 200 m Detalls                  | Michael Johnson                                                                           | 19.32 (RM)   | Frankie Fredericks                                                                                    | 19.68    | Ato Boldon                                                                                                 | 19.80    |
| 400 m Detalls                  | Michael Johnson                                                                           | 43.49 (RO)   | Roger Black                                                                                           | 44.41    | Davis Kamoga                                                                                               | 44.53    |
| 800 m Detalls                  | Vebjørn Rodal                                                                             | 1:42.58 (RO) | Hezekiél Sepeng                                                                                       | 1:42.74  | Fred Onyancha                                                                                              | 1:42.79  |
| 1.500 m Detalls                | Noureddine Morceli                                                                        | 3:35.78      | Fermín Cacho                                                                                          | 3:36.40  | Stephen Kipkorir                                                                                           | 3:36.72  |
| 5.000 m Detalls                | Vénuste Niyongabo                                                                         | 13:07.9      | Paul Bitok                                                                                            | 13:08.1  | Khalid Boulami                                                                                             | 13:08.3  |
| 10.000 m Detalls               | Haile Gebrselassie                                                                        | 27:07.3 (RO) | Paul Tergat                                                                                           | 27:08.1  | Salah Hissou                                                                                               | 27:28.5  |
| Marató Detalls                 | Josia Thugwane                                                                            | 2:12:36      | Lee Bong-Ju                                                                                           | 2:12:39  | Erick Wainaina                                                                                             | 2:12:44  |
| 110 m tanques Detalls          | Allen Johnson                                                                             | 12.95 (RO)   | Mark Crear                                                                                            | 13.09    | Florian Schwarthoff                                                                                        | 13.17    |
| 400 m tanques Detalls          | Derrick Adkins                                                                            | 47.54        | Samuel Matete                                                                                         | 47.78    | Calvin Davis                                                                                               | 47.96    |
| 3.000 m obstacles Detalls      | Joseph Keter                                                                              | 8:07.12      | Moses Kiptanui                                                                                        | 8:08.33  | Alessandro Lambruschini                                                                                    | 8:11.28  |
| 4x100 m relleus Detalls        | CanadàRobert Esmie · Glenroy Gilbert · Bruny Surin · Donovan Bailey · Carlton Chambers*   | 37.69        | Estats UnitsJon Drummond · Tim Harden · Michael Marsh · Dennis Mitchell · Tim Montgomery*             | 38.05    | BrasilArnaldo da Silva · Robson da Silva · Édson Ribeiro · André da Silva                                  | 38.41    |
| 4x400 m relleus Detalls        | Estats UnitsLaMont Smith · Alvin Harrison · Derek Mills · Anthuan Maybank · Jason Rouser* | 2:55.99      | Regne UnitIwan Thomas · Jamie Baulch · Mark Richardson · Roger Black · Mark Hylton* · Du'aine Ladejo* | 2:56.60  | JamaicaMichael McDonald · Greg Haughton · Roxbert Martin · Davian Clarke · Dennis Blake* · Garth Robinson* | 2:59.42  |
| 20 km marxa Detalls            | Jefferson Pérez                                                                           | 1:20:07      | Ilià Màrkov                                                                                           | 1:20:16  | Bernardo Segura                                                                                            | 1:20:23  |
| 50 km marxa Detalls            | Robert Korzeniowski                                                                       | 3:43:30      | Mikhaïl Sxénnikov                                                                                     | 3:43:36  | Valentí Massana                                                                                            | 3:44:19  |
| Salt de llargada Detalls       | Carl Lewis                                                                                | 8.50 m       | James Beckford                                                                                        | 8.29 m   | Joe Greene                                                                                                 | 8.24 m   |
| Triple salt Detalls            | Kenny Harrison                                                                            | 18.09 m (RO) | Jonathan Edwards                                                                                      | 17.88 m  | Yoelbi Quesada                                                                                             | 17.44 m  |
| Salt d'alçada Detalls          | Charles Austin                                                                            | 2.39 m (RO)  | Artur Partyka                                                                                         | 2.37 m   | Steve Smith                                                                                                | 2.35 m   |
| Salt amb perxa Detalls         | Jean Galfione                                                                             | 5.92 m       | Igor Trandenkov                                                                                       | 5.92 m   | Andrei Tivontchik                                                                                          | 5.92 m   |
| Llançament de pes Detalls      | Randy Barnes                                                                              | 21.62 m      | John Godina                                                                                           | 20.79 m  | Oleksandr Bagach                                                                                           | 20.75 m  |
| Llançament de disc Detalls     | Lars Riedel                                                                               | 69.40 m      | Vladimir Dubrovshchik                                                                                 | 66.60 m  | Vasiliy Kaptyukh                                                                                           | 65.80 m  |
| Llançament de javelina Detalls | Jan Železný                                                                               | 88.16 m      | Steve Backley                                                                                         | 87.44 m  | Seppo Räty                                                                                                 | 86.98 m  |
| Llançament de martell Detalls  | Balázs Kiss                                                                               | 81.24 m      | Lance Deal                                                                                            | 81.12 m  | Oleksandr Krykun                                                                                           | 80.02 m  |
| Decatló Detalls                | Dan O'Brien                                                                               | 8824 pts     | Frank Busemann                                                                                        | 8706 pts | Tomáš Dvořák                                                                                               | 8664 pts |

* Atletes que participaren en les sèries i que també foren guardonats amb la corresponent medalla.
RM: rècord mundial
RO: rècord olímpic

### Categoria femenina
| Prova                          | Or                                                                                         | Or           | Argent                                                                                      | Argent   | Bronze | Bronze   |
| 100 m Detalls                  | Gail Devers                                                                                | 10.94        | Merlene Ottey                                                                               | 10.94    | Gwen Torrence                                                                                                  | 10.96    |
| 200 m Detalls                  | Marie-José Perec                                                                           | 22.12        | Merlene Ottey                                                                               | 22.24    | Mary Onyali | 22.38    |
| 400 m Detalls                  | Marie-José Perec                                                                           | 48.25 (OR)   | Cathy Freeman                                                                               | 48.63    | Falilat Ogunkoya                                                                                               | 49.10    |
| 800 m Detalls                  | Svetlana Masterkova                                                                        | 1:57.73      | Ana Fidelia Quirot                                                                          | 1:58.11  | Maria Mutola                                                                                                   | 1:58.71  |
| 1.500 m Detalls                | Svetlana Masterkova                                                                        | 4:00.83      | Gabriela Szabo                                                                              | 4:01.54  | Theresia Kiesl                                                                                                 | 4:03.02  |
| 5.000 m Detalls                | Wang Junxia                                                                                | 14:59.8 (RO) | Pauline Konga                                                                               | 15:03.4  | Roberta Brunet                                                                                                 | 15:07.5  |
| 10.000 m Detalls               | Fernanda Ribeiro                                                                           | 31:01.6 (RO) | Wang Junxia                                                                                 | 31:02.5  | Gete Wami | 31:06.6  |
| Marató Detalls                 | Fatuma Roba                                                                                | 2:26:05      | Valentina Yegorova                                                                          | 2:28:05  | Yuko Arimori                                                                                                   | 2:28:39  |
| 100 m tanques Detalls          | Ludmila Engquist                                                                           | 12.58        | Brigita Bukovec                                                                             | 12.59    | Patricia Girard                                                                                                | 12.65    |
| 400 m tanques Detalls          | Deon Hemmings                                                                              | 52.82 (RO)   | Kim Batten                                                                                  | 53.08    | Tonja Buford                                                                                                   | 53.22    |
| 4x100 m relleus Detalls        | Estats UnitsChryste Gaines · Gail Devers · Inger Miller · Gwen Torrence · Carlette Guidry* | 41.95        | BahamesEldece Clarke · Chandra Sturrup · Savatheda Fynes · Pauline Davis · Debbie Ferguson* | 42.14    | JamaicaMichelle Freeman · Juliet Cuthbert · Nicole Mitchell · Merlene Ottey · Gillian Russell* · Andrea Lloyd* | 42.24    |
| 4x400 m relleus Detalls        | Estats UnitsRochelle Stevens · Maicel Malone · Kim Graham · Jearl Miles · Linetta Wilson*  | 3:20.91      | NigèriaOlabisi Afolabi · Fatima Yusuf · Charity Opara · Falilat Ogunkoya                    | 3:21.04  | AlemanyaUta Rohländer · Linda Kisabaka · Anja Rücker · Grit Breuer                                             | 3:21.14  |
| 10 km marxa Detalls            | Yelena Nikolayeva                                                                          | 41:49 (RO)   | Elisabetta Perrone                                                                          | 42;12    | Wang Yan | 42:19    |
| Salt de llargada Detalls       | Chioma Ajunwa                                                                              | 7.12 m       | Fiona May                                                                                   | 7.02 m   | Jackie Joyner                                                                                                  | 7.00 m   |
| Triple salt Detalls            | Inessa Kravets                                                                             | 15.33 m (RO) | Inna Lasovskaya                                                                             | 14.98 m  | Šárka Kašpárková                                                                                               | 14.98 m  |
| Salt d'alçada Detalls          | Stefka Kostadinova                                                                         | 2.05 m       | Niki Bakoyianni                                                                             | 2.03 m   | Inha Babakova                                                                                                  | 2.01 m   |
| Llançament de pes Detalls      | Astrid Kumbernuss                                                                          | 20.56 m      | Sui Xinmei                                                                                  | 19.88 m  | Irina Khudoroshkina                                                                                            | 19.35 m  |
| Llançament de disc Detalls     | Ilke Wyludda                                                                               | 69.66 m      | Natalya Sadova                                                                              | 66.48 m  | Ellina Zvereva                                                                                                 | 65.64 m  |
| Llançament de javelina Detalls | Heli Rantanen                                                                              | 67.94 m      | Louise McPaul                                                                               | 65.54 m  | Trine Hattestad                                                                                                | 64.98 m  |
| Heptatló Detalls               | Ghada Shouaa                                                                               | 6780 pts     | Natallia Sazanovich                                                                         | 6563 pts | Denise Lewis                                                                                                   | 6489 pts |

* Atletes que participaren en les sèries i que també foren guardonats amb la corresponent medalla.
RM: rècord mundial
RO: rècord olímpic

## Medaller
| Posició | País              | Or | Argent | Bronze | Total |
| 1       | Estats Units      | 13 | 5      | 5      | 23    |
| 2       | Rússia            | 3  | 6      | 1      | 10    |
| 3       | Alemanya          | 3  | 1      | 3      | 7     |
| 4       | França            | 3  | 0      | 1      | 4     |
| 5       | Etiòpia           | 2  | 0      | 1      | 3     |
| 6       | Canadà            | 2  | 0      | 0      | 2     |
| 7       | Kenya             | 1  | 4      | 3      | 8     |
| 8       | Jamaica           | 1  | 3      | 2      | 6     |
| 9       | R.P. de la Xina   | 1  | 2      | 1      | 4     |
| 10      | Nigèria           | 1  | 1      | 2      | 4     |
| 11      | Polònia           | 1  | 1      | 0      | 2     |
| 11      | Sud-àfrica        | 1  | 1      | 0      | 2     |
| 13      | Ucraïna           | 1  | 0      | 3      | 4     |
| 14      | Txèquia           | 1  | 0      | 2      | 3     |
| 15      | Finlàndia         | 1  | 0      | 1      | 2     |
| 15      | Noruega           | 1  | 0      | 1      | 2     |
| 17      | Algèria           | 1  | 0      | 0      | 1     |
| 17      | Bulgària          | 1  | 0      | 0      | 1     |
| 17      | Burundi           | 1  | 0      | 0      | 1     |
| 17      | Equador           | 1  | 0      | 0      | 1     |
| 17      | Hongria           | 1  | 0      | 0      | 1     |
| 17      | Portugal          | 1  | 0      | 0      | 1     |
| 17      | Suècia            | 1  | 0      | 0      | 1     |
| 17      | Síria             | 1  | 0      | 0      | 1     |
| 25      | Regne Unit        | 0  | 4      | 2      | 6     |
| 26      | Belarús           | 0  | 2      | 2      | 4     |
| 26      | Itàlia            | 0  | 2      | 2      | 4     |
| 28      | Austràlia         | 0  | 2      | 0      | 2     |
| 28      | Namíbia           | 0  | 2      | 0      | 2     |
| 30      | Cuba              | 0  | 1      | 1      | 2     |
| 30      | Espanya           | 0  | 1      | 1      | 2     |
| 32      | Bahames           | 0  | 1      | 0      | 1     |
| 32      | Corea del Sud     | 0  | 1      | 0      | 1     |
| 32      | Eslovènia         | 0  | 1      | 0      | 1     |
| 32      | Grècia            | 0  | 1      | 0      | 1     |
| 32      | Romania           | 0  | 1      | 0      | 1     |
| 32      | Zàmbia            | 0  | 1      | 0      | 1     |
| 38      | Marroc            | 0  | 0      | 2      | 2     |
| 38      | Trinitat i Tobago | 0  | 0      | 2      | 2     |
| 40      | Àustria           | 0  | 0      | 1      | 1     |
| 40      | Brasil            | 0  | 0      | 1      | 1     |
| 40      | Japó              | 0  | 0      | 1      | 1     |
| 40      | Mèxic             | 0  | 0      | 1      | 1     |
| 40      | Moçambic          | 0  | 0      | 1      | 1     |
| 40      | Uganda            | 0  | 0      | 1      | 1     |